# HRB IVc
Die Reihe IVc war eine Reihe von schmalspurigen Tenderlokomotiven bosnischer Spurweite, die im Ersten Weltkrieg vom k.k. Eisenbahnministerium für die Grödner Bahn bestellt und an die k.u.k. Heeresbahn ausgeliefert wurden.
In der Fachliteratur werden die Lokomotiven dieser Reihe gelegentlich – in Anlehnung an das Reihenschema der kkStB und BBÖ – als Reihe K geführt. Sie wurden zwar nachweislich mit dieser Reihenbezeichnung bestellt, es ist aber nicht dokumentiert, dass sie diese im Betrieb geführt hatten.
Nach Übernahme der Strecke durch die italienischen Staatsbahnen Ferrovie dello Stato Italiane (FS) erhielten die Lokomotiven die neue Reihenbezeichnung R.410.

## Geschichte

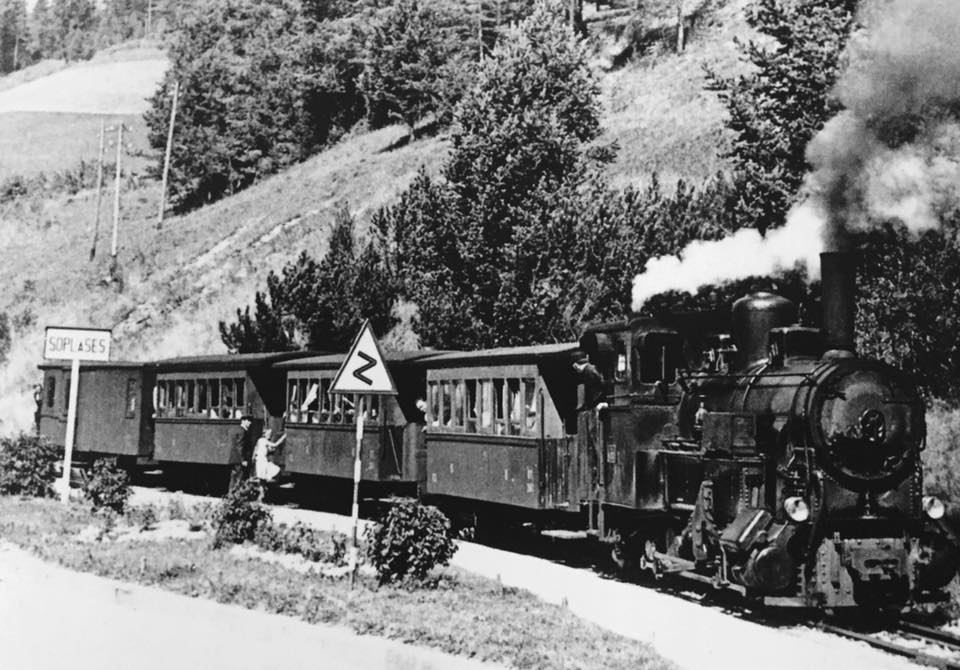
Zug der Grödnerbahn bei Inner-Riedl (um 1960)

Die Lokomotiven dieser Baureihe wurden von 1916 vom k.k. Eisenbahnministerium als Baureihe K bei der Lokomotivfabrik Krauss & Comp. Linz bestellt.
Noch im gleichen Jahr der Bestellung wurden die Lokomotiven abgeliefert, allerdings an die Österreichisch-ungarische Armee. Sie wurden von dieser mit den Betriebsnummern 4151–4157 unter der Kriegskategorie IVc registriert.
Anfangs waren die Lokomotiven nur in Südtirol im Einsatz. Neben der Grödner Bahn waren sie vor deren Umspurung auf Meterspur auch auf der Fleimstalbahn im Einsatz.
Zwei der Lokomotiven gelangten im Jahr 1941 nach Split in Kroatien. Ob sie auf der dortigen Schmalspurbahn nach Sinj oder am bosnischen Schmalspurnetz Verwendung finden sollten oder eingesetzt wurden, ist ungeklärt. Beide Lokomotiven wurden von den FS im Jahr 1949 ausgemustert.
Nach ihrer Außerdienststellung im Zuge der Stilllegung der Grödner Bahn im Jahr 1960 wurde der Großteil der restlichen Maschinen verschrottet. Lediglich die R.410.004 blieb erhalten. Sie ist heute in Sankt Ulrich in Gröden als Denkmal aufgestellt.

## Technische Merkmale
Die Lokomotiven dieser Baureihe wiesen die Achsfolge D auf, die eine geringe Achslast ermöglichte. Sie waren mit zwei Außenzylindern sowie mit Heusinger-Steuerung versehen. Der Dampfdruck betrug 13 bar. Die Lokomotiven waren mit einer Hardy-Vakuumbremse ausgestattet.
Zur verbesserten Bogenläufigkeit waren die Lokomotiven mit Hohlachsen System Klien-Lindner ausgestattet.

## Fahrzeugliste
| Lokomotivliste | Lokomotivliste | Lokomotivliste | Lokomotivliste | Lokomotivliste | Lokomotivliste                         |
| Betriebs-Nr.   | Bestell-Nr.    | Fabrik-Nr.     | Baujahr        | FS-Nr.         | Verbleib                               |
| -------------- | -------------- | -------------- | -------------- | -------------- | -------------------------------------- |
| 4151           | K 1            | 7171           | 1916           | 410.001        | 1919–1929: Fleimstalbahn               |
| 4152           | K 2            | 7172           | 1916           | 410.002        | 1919–1929: Fleimstalbahn, 1941 → Split |
| 4153           | K 3            | 7173           | 1916           | 410.003        |                                        |
| 4154           | K 4            | 7174           | 1916           | 410.004        | Denkmal in St. Ulrich in Gröden        |
| 4155           | K 5            | 7175           | 1916           | 410.005        |                                        |
| 4156           | K 6            | 7176           | 1916           | 410.006        |                                        |
| 4157           | K 7            | 7177           | 1916           | 410.007        | 1941 → Split                           |

## Galerie

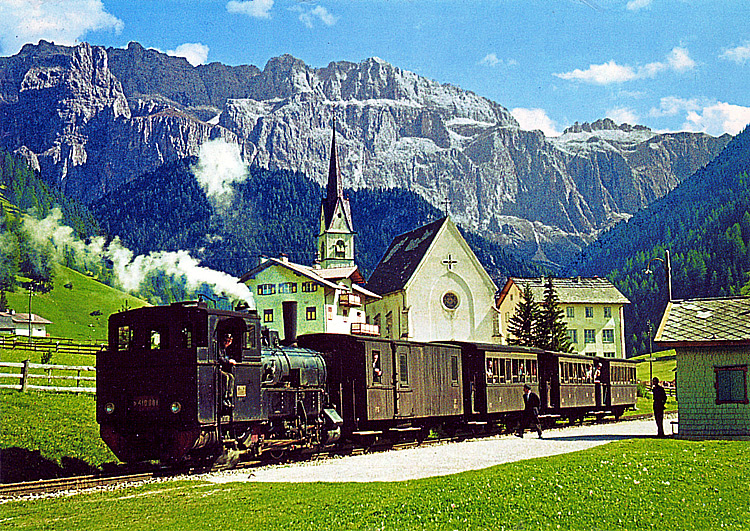
Zug in Wolkenstein, im Hintergrund die Sellagruppe
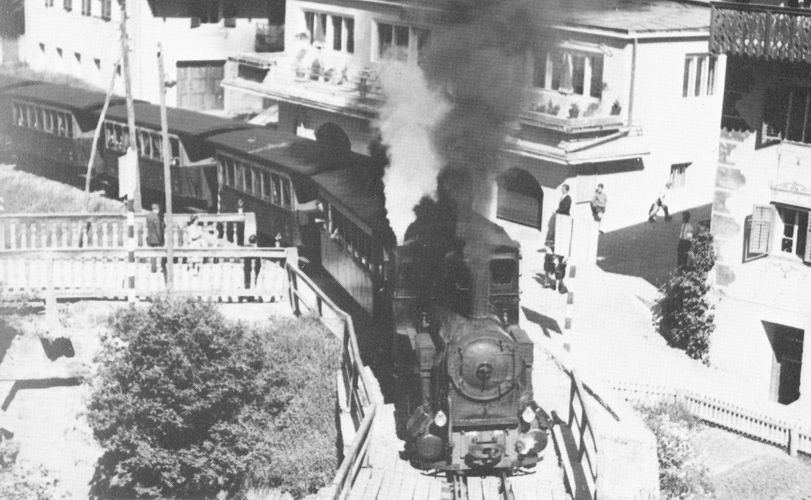
Ende der 1950er Jahre durchquert eine Lokomotive St. Ulrich in Gröden
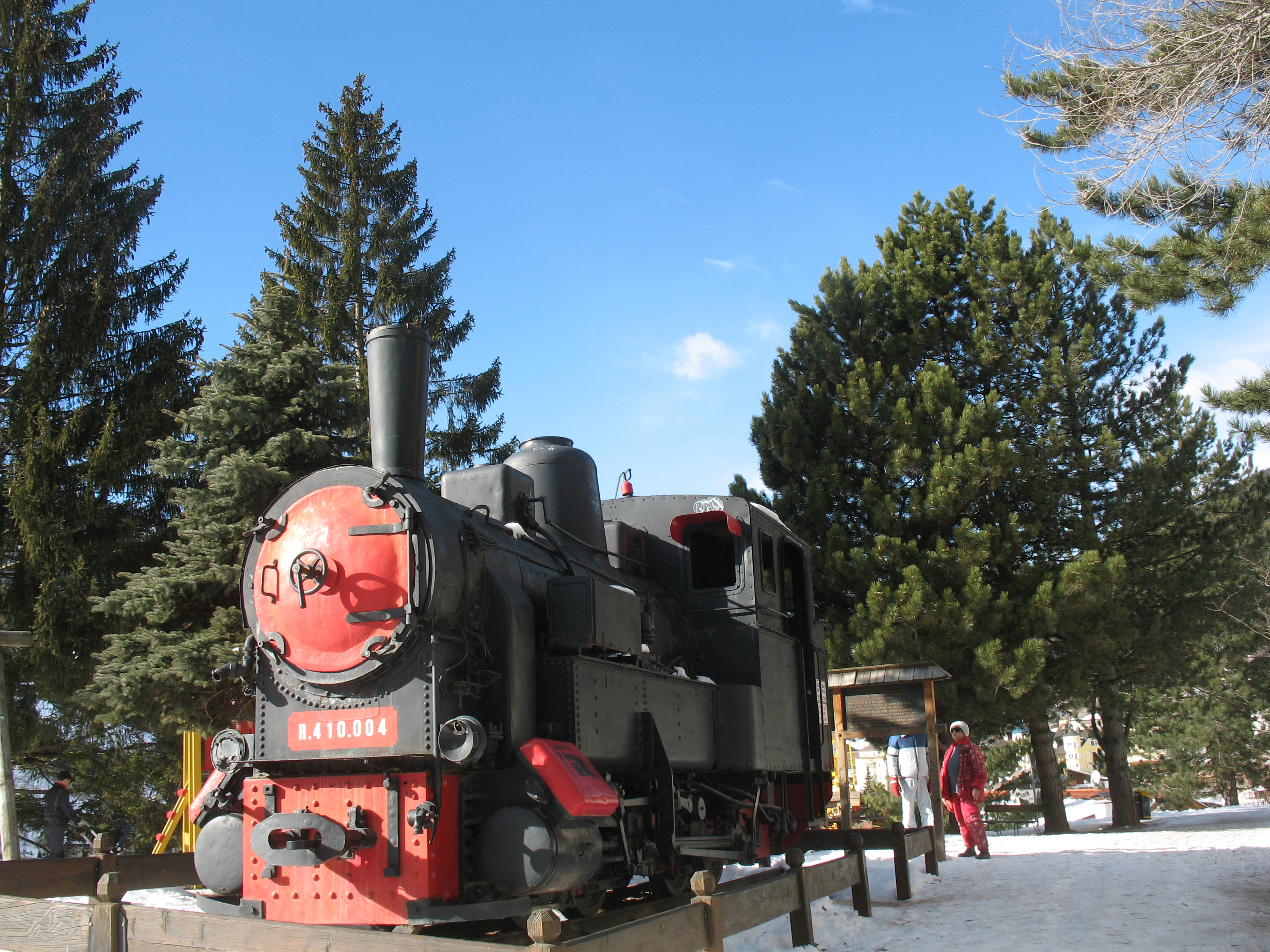
R.410.004 als Denkmal in St. Ulrich in Gröden
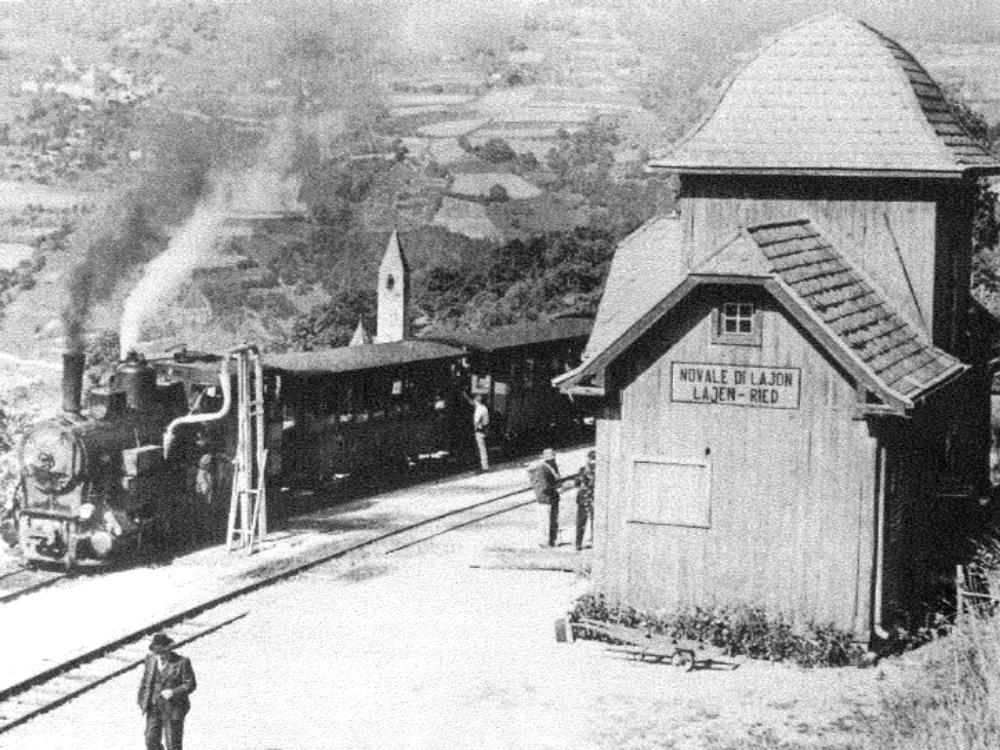
Zug in Lajen-Ried